# Octopus incella
Octopus incella is een inktvissensoort uit de familie van de Octopodidae. De wetenschappelijke naam van de soort werd voor het eerst geldig gepubliceerd in 2007 door Kaneko en Kubodera.